# Oliva Sabuco

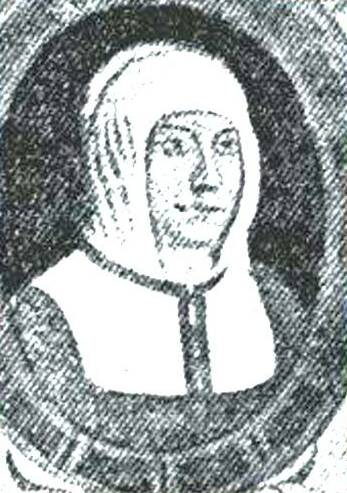
Oliva Sabuco im Jahr 1587, Bild von Daniel Prado im Rathaus von Alcaraz, vor 1886

Luisa Oliva Sabuco de Nantes Barrera (* 2. Dezember 1562 in Alcaraz; † ca. 1646) war eine spanische Autorin über ganzheitliche Medizinphilosophie im späten 16. und beginnenden 17. Jahrhundert. Sie interessierte sich für die Wechselwirkung zwischen physischen und psychischen Phänomenen; aus diesem Grund schrieb sie eine Reihe von medizinischen und psychologischen Abhandlungen, die auf die menschliche Natur abzielen und den Einfluss von Emotionen auf den Körper und die Psyche erklären. Sie analysierte theoretische Behauptungen antiker Philosophen und schrieb eine frühe Theorie dessen, was heute als Angewandte Psychologie bezeichnet wird. Ohne das Leib-Seele-Problem endgültig zu lösen, bewegt Sabuco die Philosophie einen Schritt in diese Richtung, indem sie sowohl mit einer neu postulierten „weißen Flüssigkeit“ (chilo) als Vehikel der Geist-Körper-Interaktion eine neue chemische Erklärung, wie auch eine Erklärung für die Rolle der Emotionen auf die körperliche Gesundheit liefert.

## Leben
Luisa Oliva Sabuco de Nantes Barrera wurde 1562 in Alcaraz geboren und am 2. Dezember im selben Jahr in der Kirche de la Santísima Trinidad y Santa María getauft. Ihre Mutter war Francisca de Cozar und ihr Vater war Don Miguel Sabuco y Alvarez. Obwohl nicht viel über ihre formale Ausbildung bekannt ist, ist es offensichtlich, dass Oliva Sabuco von ihrem Vater in Medizin unterrichtet wurde. Sie war mit der klassischen und zeitgenössischen Philosophie gut vertraut und kannte sich in der medizinischen Theorie aus. Am 26. Dezember 1585, im Alter von 23 Jahren, wurde sie mit Don Acacio de Buedo verheiratet.
Ihren wesentlichen medizinphilosophischen Gedanken veröffentlichte sie erstmals 1587, im Alter von 25 Jahren, in ihrem Hauptwerk Nueva Filosofia de la Naturaleza del Hombre (Neue Philosophie der menschlichen Natur).
Das Verdienst für ihr Werk wurde manchmal ihrem Vater, Don Miguel Sabuco y Alvarez, zugeschrieben, weil er in einem eindrücklichen Brief das Werk als sein eigenes ausgab. Sein Brief und ein von Sabucos Ehemann und Bruder geschriebener Vermerk wurden ein Jahr nach der Veröffentlichung des Buches eingefügt. Der Brief behauptete Don Miguel Sabuco als den wahren Autor und erklärte, dass ihr Name in einem Versuch aufgenommen wurde, sie zu ehren, sie jedoch weder Rechte noch Autorität darüber hätte. Jedoch hat die neuere Wissenschaft ihren Fall verteidigt und festgestellt, dass sie die Autorin war.
Wegen der Inhalte ihrer Schriften zog sie die Aufmerksamkeit der Inquisition auf sich und ihre Bücher wurden verbrannt.
Sie verbrachte ihren Lebensabend im Kloster der Dominikanerinnen in Alcaraz, wo sie schließlich um das Jahr 1646 starb.

## Neue Philosophie der menschlichen Natur

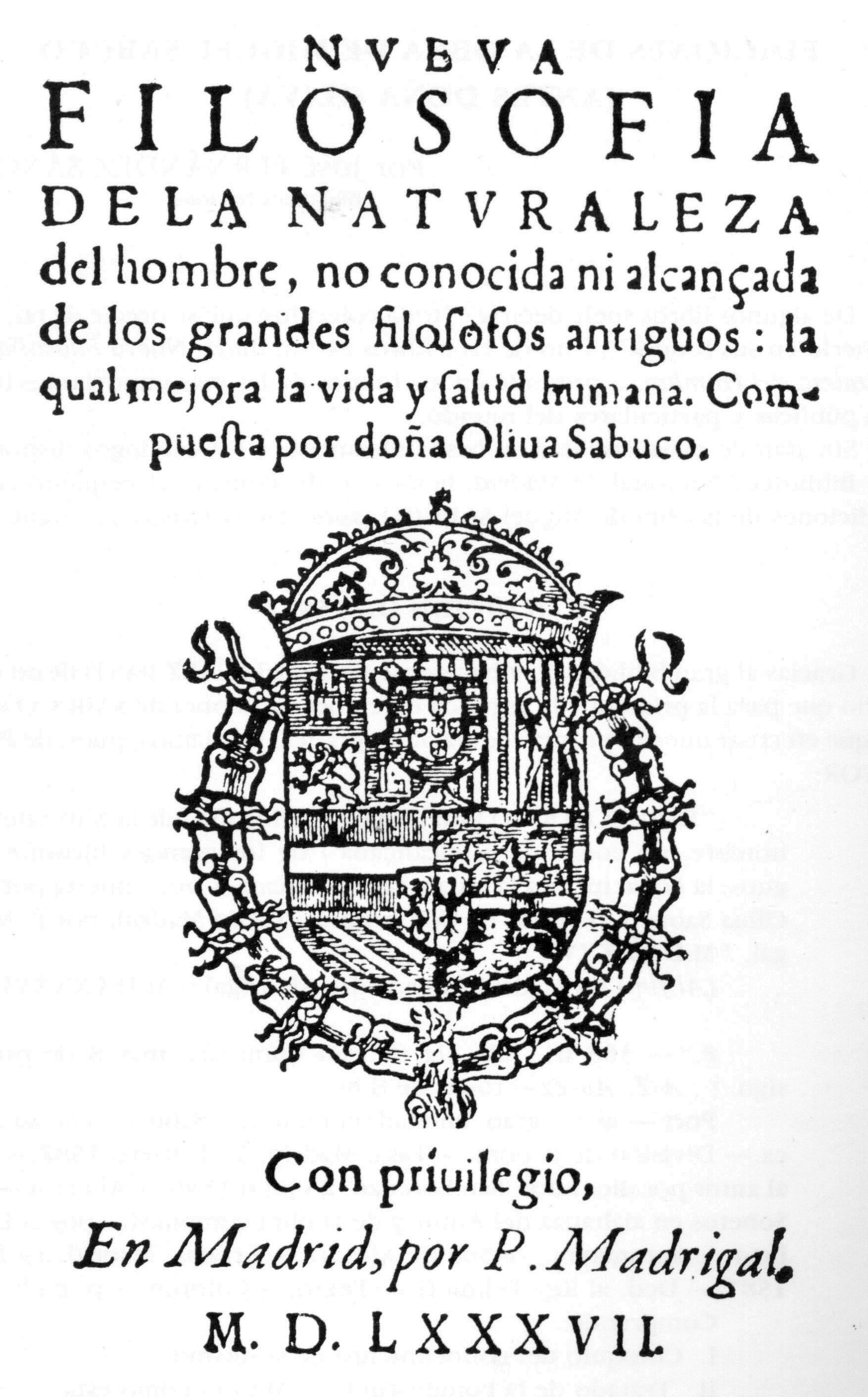
Deckelblatt der ersten Ausgabe von 1587

Sabucos Hauptwerk, erstmals publiziert in Madrid im Jahr 1587, nannte sich Nueva Filosofia de la Naturaleza del Hombre (Neue Philosophie der menschlichen Natur). Es besteht aus sieben einzeln betitelten Abhandlungen. Die ersten fünf Abhandlungen: (1) Das Wissen über das eigene Selbst, (2) Die Zusammensetzung der Welt, wie sie ist, (3) Dinge, die diese Welt und ihre Nationen verbessern werden, (4) Behandlungen und Heilmittel der rechten Medizin und (5) Die rechte Medizin, abgeleitet von der menschlichen Natur sind in kastilischer Sprache geschrieben. Die letzten beiden, (6) Kurze Abhandlung über die menschliche Natur: Die Grundlagen der Kunst der Medizin und (7) Die rechte Philosophie der Natur der zusammengesetzten Dinge, des Menschen und der Welt, die den Alten unbekannt war, sind in lateinischer Sprache verfasst. Das gesamte Buch ist König Philipp II. gewidmet.
Die erste Abhandlung in Sabucos Buch, „Neue Philosophie der menschlichen Natur“, führt einen Diskurs zwischen drei Bauern ein, die sie als Hirten identifiziert und die die Ansichten anderer kritisieren. Diese drei Hirten sind die Hauptfiguren in den weiteren sechs Abhandlungen und ihre Diskussionen behandeln verschiedene Themen der menschlichen Natur. Die Identität ihrer Charaktere repräsentiert die Bedeutung, in engem Kontakt mit der Natur und von der Gesellschaft isoliert zu bleiben, damit gesellschaftliche Ansichten den Geist nicht trüben. Sie wählte absichtlich Bauern als Charaktere, um zu zeigen, dass Philosophie und Medizin unabhängig von der sozialen Schicht relevant sind. Sabuco glaubte, dass ihre Theorie für einfache Leute relevant und auf ihr Leben anwendbar sein sollte. Die Abhandlungen betonen die Universalität, indem sie eine Theorie der gegenseitigen Abhängigkeit von Seele, Körper und Kosmos beschreiben.
In ihren Abhandlungen entwickelte sie viele Ideen, unter anderem den Vergleich des menschlichen Körpers mit einem auf dem Kopf stehenden Baum. Im Gehirn, wie in der Wurzel eines Baumes, beginnen alle Krankheiten und es ist möglich, sie durch verschiedene Methoden zu heilen, unter anderem durch lebensfrohe Worte, gesunde Gedanken und sogar durch das Hören von Musik. Das Verfahren, weise Worte gegen gewalttätige Emotionen wie Zorn zu verwenden, nannte sie „Rhetorische Unterstellung“, weil es die Idee entwickelte, den Willen durch Worte überreden zu können. Sie erforschte, wie Emotionen einen Effekt auf den menschlichen Körper haben und wie man ihre Auswirkungen kontrollieren kann, indem man sich auf das Hauptorgan des Körpers, das Gehirn, konzentriert. Laut Benito Jerónimo Feijoo trug ein Großteil ihrer Forschung dazu bei, dass die ihr folgenden Ärzte einige der ersten Theorien über Nervenkrankheiten entwickeln konnten.
Sabuco schreibt, dass das Gehirn während des Schlafes mit den notwendigen Nährstoffen gefüttert würde, die den ganzen Tag über im Magen gesammelt wurden. Sobald die Nährstoffe dem Gehirn zugeführt wären und eine Nervenflüssigkeit entstanden wäre, würde diese durch eine Flüssigkeit neben dem roten Blut im ganzen Körper verteilt werden. Es wird angenommen, dass sie ein Konzept ähnlich den weißen Blutkörperchen vor Augen hatte, als sie dies schrieb, denn sie erwähnt eine „weiße Flüssigkeit“, die den Körper mit Informationen versorgt.

## Theorien derNeuen Philosophie

### Koexistenz von Körper und Geist
Sabuco kombinierte antike griechische und christliche Philosophien sowie aristotelische Ansichten, um zu erklären, wie Geist und Körper in einer ganzheitlichen Weise interagieren (S. 15) Sie glaubte, dass die menschliche Natur eine einzige Entität ist, in dem die rationale und die spirituelle Seele zusammen auftreten müssen, damit ein Mensch existieren kann (S. 15). Ein Mensch ist als toter Körper ohne das Potenzial zum Leben anzusehen, wenn ihm eine der beiden Seelen fehlt (S. 15). Sabuco stimmte mit Aristoteles’ Vision von Form und Materie in Bezug auf den Körper überein: Beide nehmen an, dass die Interaktion zwischen Geist und Körper die formale Organisation eines lebenden Menschen sei (S. 16). SabucosTheorie unterscheidet sich in dem Sinne, dass der Mensch nicht existieren konnte, bis göttliche Seele (Geist) mit der Materie (Körper) koexistiert (S. 16).
Ihre Herangehensweise an die Geist-Körper-Interaktion orientiert sich an Platon. Der Geist ist für die moralischen Urteile und Gründe zuständig, die den Körper veranlassen, auf bestimmte Weise zu reagieren. Daher führt der Körper die moralischen Urteile aus. Sabuco betont die Selbsterkenntnis und die Fähigkeit des Geistes, den freien Willen auszuüben. Selbsterkenntnis und ethische Entscheidungen ermöglichen dem menschlichen Körper Hoffnung, Gesundheit, Kraft und eine natürliche Lebensspanne, während der freie Wille die Leidenschaften und Emotionen lenkt (S. 21).

### Harmonie und Zustand des Gesundseins
Nach Sabuco ist die Seele in drei Teile geteilt: die fühlende, die biologische und die intellektuelle Seele, die alle in einem harmonischen Gleichgewicht zueinander stehen sollten (S. 17). Das Gleichgewicht zwischen den vier hippokratischen Körpersäften, warm, kalt, feucht und trocken, muss ebenfalls in Harmonie sein, damit sich das menschliche Organsystem in einem Zustand des Gesundseins befindet. Sabuco benutzt ein ebenfalls von Hippokrates abgeleitetes Temperatur-Feuchtigkeits-Schema, um Krankheiten und den Gesundheitszustand des Menschen zu beurteilen (S. 17). Obwohl ihre Ideen von Hippokrates abstammen, bestreitet Sabuco die Bedeutung seiner Theorie und besteht darauf, dass der Hauptpunkt der Schweregrad von Temperatur und Feuchtigkeit ist. So sind Krankheiten, Behinderungen und vorzeitiger Tod das Ergebnis einer Disharmonie zwischen den drei Teilen der Seele oder des Temperatur-Feuchtigkeits-Schemas (S. 17). Sabuco prägt auch den Begriff chilo, der eine weiße, energetisierende Kraft oder Flüssigkeit darstellt, die durch ein komplexes Netzwerk von anatomischen Kanälen von Organ zu Organ wandert. Chilo sorgt für die Aufrechterhaltung von richtiger Temperatur und Feuchtigkeit im Körper (S. 18) und kommuniziert Bewegung und Ausrichtung an die Organe des Körpers, damit diese das Ziel erreichen können.

### Moralphilosophie
Sabucos Theorie der Moralphilosophie beinhaltet traditionelle Ansichten der Tugendethik. Gut und Böse sind in der Welt miteinander verwoben und können sich gegenseitig verbannen (S. 27). Ihre Theorie besagt, dass etwas Gutes im Bösen und etwas Böses im Guten vorhanden sein kann (S. 27). Es gibt kein Konzept wie das rein Böse oder das rein Gute. Innerhalb ihrer Theorie der menschlichen Natur existieren nur zwei Übel, vermeidbare Krankheiten und vorzeitiges Altern (S. 27). Sabuco fordert Mäßigung und Abstinenz, um Emotionen und Leidenschaften zu kontrollieren. Diese Theorie stammt von Platons Konzept der Sophrosyne, bei der Selbsterkenntnis verwendet wird, um Weisheit und Tugend zu erlangen (S. 27). Allerdings verweist Sabuco auf Abstinenz als die wichtigste Tugend, die durch Selbsterkenntnis erlangt wird. Mäßigung und Weisheit werden dann als Antworten auf das Böse bezeichnet, weil sie das menschliche Leben erhalten und für Frieden, Glück und Zufriedenheit zwischen den Emotionen und der Seele sorgen (S. 28).

### Kosmologie
Die zweite Abhandlung beschreibt astronomische und geologische Ereignisse und wie sie die Theorie der menschlichen Natur unterstützen. Es ist wichtig zu verstehen, wie die Welt (modern: der Makrokosmos) funktioniert, weil der Mensch ein Mikrokosmos innerhalb der Welt ist. Zu verstehen, wie die Welt entstanden ist, wird den Menschen lehren, wie man in dieser Welt lebt. Der Zustand eines Menschen und die Veränderung dieses Zustands zum Besseren oder Schlechteren ist mit der Kosmologie verbunden.
Zur Kosmologie gehören die Rolle des Mondes, die Größe der Erde und ihrer Atmosphäre, Sonnen- und Mondfinsternisse und die Größe des Kosmos (S. 35). Die Lebensspanne des Menschen nimmt zu oder ab, genau wie der Zyklus des Mondes zu- oder abnimmt. Im Makrokosmos ist der Mond das „Gehirn der Welt“, das die Gewässer mit Feuchtigkeit und Wachstum versorgt. Im Mikrokosmos ist das Herz wie die Sonne, die der Welt Wärme und Leben schenkt. Die Betonung liegt auf dem Gehirn und macht es bedeutsamer als das Herz, so wie der Mond lebenswichtiger ist als die Sonne.

### Verbesserung der Welt: rechtliche, gesetzgeberische und soziale Ansätze
Sabuco plädiert nicht für grundsätzliche aber kleinere Verbesserungen der Gesellschaft, insbesondere für Reformen in den Wohlfahrtsrechten der Machtlosen, Menschen wie Bauern, Arbeiter und Haushalte. Die Machtlosen sind diejenigen, deren Gesundheit durch Elend und Verzweiflung im Alltag am stärksten beeinträchtigt wird. Exzess und Habgier sind zu meiden; sie sind sowohl für den einzelnen wie den sozialen Körper schlecht.
Sie plädiert für eine Rechtsreform der Gerichtsgesetze, für Rechtsmittel und für einen besseren Schutz durch das Gesetz. Sie argumentiert, dass nur die, die die Gesetze geschaffen hätten, sie verstehen würden (S. 29). Daher wären die Gesetze nicht anwendbar oder fair für die gesellschaftlichen Gruppen, die nicht an der Gesetzgebung beteiligt sind. Gesetze müssten klar, in einfacher Sprache und präzise geschrieben sein, damit den Armen angemessene Gerechtigkeit zuteilwerden könne (S. 29).
Sabuco argumentierte auch gegen die juristische Doktrin, sich auf Autoritäten des römischen Rechts zu berufen (S. 30). Autoritäre Macht werde dadurch über Generationen weitergegeben, und die Urteile einzelner Personen aus früheren Generationen fehle es an Wissen über den vorliegenden Fall (S. 30). Sabuco folgert, dass der Schutz durch das Gesetz für ungleich ist und die meisten keine angemessene Gerechtigkeit erhalten (S. 30).
Eine Reform der Gesetzgebung sollte den Schutz der Bauern und Landwirte einschließen, da deren Arbeit und Produktion für das Überleben der anderen unerlässlich ist. Sabuco ist eine starke Befürworterin, eine Konfiszierung von Land, Vieh oder Ernten durch die Behörden zu unterbinden (S. 31).
Sabuco kritisiert die Universitätspolitik und die Ziele des Bildungssystems. Sie erwähnt das Fehlen geeigneter Kriterien für eine Zulassung und empfiehlt, vorrangig die Fähigkeiten potenzieller Kandidaten zu bewerten, wenn eine Zulassung gewährt wird. Sie prangert Studiengebühren an, weil Studenten zugelassen werden, die sich die Studiengebühren leisten können, denen aber die richtige Eignung fehlte, um erfolgreich zu sein (S. 31).

### Medizin und Heilmittel
Sabuco ist mit der traditionellen medizinischen Theorie nicht einverstanden. Sie führt ihr Versagen auf die Nichtbeachtung oder Unkenntnis über die Auswirkungen von Emotionen auf die körperliche Gesundheit zurück. Emotionen wie Wut, Traurigkeit, Liebe, übermäßige Freude, Hass, Scham und Misstrauen verursachen Ungleichgewichte in den Körpersäften, die positive Stimmung und die Feuchtigkeit aus dem Gehirn drücken, wo sich die Seele befindet. Die einzig wahre, angemessene Medizin würde das Gehirn heilen und den Einklang zwischen Körper und Geist beachten (S. 24). Worte und Taten, die Freude und Hoffnung erzeugen, und Sorge für Magen und Verdauung sind die drei Säulen der Gesundheit, die das Gehirn heilen können (S. 24). Wenn Optimismus, zufriedenes Glück und Körpertemperatur unbeachtet bleiben, führt das zu Kummer, Unzufriedenheit und Melancholie.

## Rezeption und Nachleben
Ihr Werk wurde mit Descartes’ Leidenschaften der Seele verglichen, denn wie er stellte sie sich vor, dass der Sitz der Seele im Gehirn sei.
Es ist bekannt, dass sie zu ihrer Zeit berühmt war, denn noch zu ihren Lebzeiten äußerte 1604 Francisco López de Úbeda (ca. 1560–1605), ein Arzt und Dichter aus Toledo, dass eine Figur, an der er arbeite, Leute wie Oliva Sabuco und Don Quijote berühmt machen würde.
Der französische Arzt Charles le Pois (1563–1633) zitiert den Einfluss Sabucos auf seine eigenen Ansichten über Krankheiten wie Hysterie.
Judy Chicago widmete ihr eine Inschrift auf den dreieckigen Bodenfliesen des Heritage Floor ihrer 1974 bis 1979 entstandenen Installation The Dinner Party. Die mit dem Namen Oliva Sabuco beschrifteten Porzellanfliesen sind dem Platz mit dem Gedeck für Elisabeth I. zugeordnet.
Ein Krater auf dem Planeten Venus wurde 1991 ihr zu Ehren Barrera getauft, siehe Liste der Venuskrater.

## Werke
Eine Ausgabe in deutscher Sprache liegt nicht vor, dafür zwei Editionen in englischer Sprache:
- New Philosophy of Human Nature: Neither Known to nor Attained by the Great Ancient Philosophers, Which Will Improve Human Life and Health. Hrsg.: Mary Ellen Waithe, Maria Vintro, C. Angel Zorita. University of Illinois Press, 2007, ISBN 0-252-09231-7 (google.de).
- The True Medicine, Translated from Spanish to English. Hrsg.: Gianna Pomata. Iter Press, Centre for Reformation and Renaissance Studies, Victoria University in the University of Toronto, New York, Toronto 2010, ISBN 978-0-7727-2067-2.